# El Eco de Tetuán
El Eco de Tetuán fue un periódico en castellano impreso en Tetuán, Marruecos. La primera publicación fue el 1 de marzo de 1860, poco después de que el Tratado de Wad-Ras marcara el final de la guerra hispano-marroquí. Fue editado por Pedro Antonio de Alarcón.
Aunque fue el primer periódico de Marruecos, no fue el primer periódico del norte de África; El Liberal Africano también fue publicado por primera vez en Ceuta hacia 1820.